# US Open 2000
Die 120. US Open 2000 waren ein internationales Tennisturnier und fanden vom 28. August bis zum 10. September 2000 im USTA Billie Jean King National Tennis Center im Flushing-Meadows-Park in New York, USA statt.

## Herreneinzel
Sieger:  Marat Safin
Finalgegner:  Pete Sampras
Endstand: 6:4, 6:3, 6:3

### Setzliste
| Nr. | Spieler            | Erreichte Runde |
| --- | ------------------ | --------------- |
| 01. | Andre Agassi       | 2. Runde        |
| 02. | Gustavo Kuerten    | 1. Runde        |
| 03. | Magnus Norman      | Achtelfinale    |
| 04. | Pete Sampras       | Finale          |
| 05. | Jewgeni Kafelnikow | 3. Runde        |
| 06. | Marat Safin        | Sieg            |
| 07. | Thomas Enqvist     | Achtelfinale    |
| 08. | Àlex Corretja      | 3. Runde        |

| Nr. | Spieler             | Erreichte Runde |
| --- | ------------------- | --------------- |
| 09. | Lleyton Hewitt      | Halbfinale      |
| 10. | Cédric Pioline      | 3. Runde        |
| 11. | Tim Henman          | 3. Runde        |
| 12. | Juan Carlos Ferrero | Achtelfinale    |
| 13. | Franco Squillari    | 2. Runde        |
| 14. | Nicolas Kiefer      | Viertelfinale   |
| 15. | Mark Philippoussis  | 2. Runde        |
| 16. | Nicolás Lapentti    | 2. Runde        |

## Dameneinzel
Siegerin:  Venus Williams
Finalgegnerin:  Lindsay Davenport
Endstand: 6:4, 7:5

### Setzliste
| Nr. | Spielerin         | Erreichte Runde |
| --- | ----------------- | --------------- |
| 01. | Martina Hingis    | Halbfinale      |
| 02. | Lindsay Davenport | Finale          |
| 03. | Venus Williams    | Sieg            |
| 04. | Mary Pierce       | Achtelfinale    |
| 05. | Serena Williams   | Viertelfinale   |
| 06. | Monica Seles      | Viertelfinale   |
| 07. | Conchita Martínez | 3. Runde        |
| 08. | Nathalie Tauziat  | Viertelfinale   |

| Nr. | Spielerin               | Erreichte Runde |
| --- | ----------------------- | --------------- |
| 09. | Arantxa Sánchez Vicario | Achtelfinale    |
| 10. | Anke Huber              | Viertelfinale   |
| 11. | Sandrine Testud         | Achtelfinale    |
| 12. | Anna Kurnikowa          | 3. Runde        |
| 13. | Amanda Coetzer          | 3. Runde        |
| 14. | Dominique Van Roost     | 2. Runde        |
| 15. | Jennifer Capriati       | Achtelfinale    |
| 16. | Julie Halard-Decugis    | 1. Runde        |

## Herrendoppel
Sieger:  Lleyton Hewitt &  Maks Mirny
Finalgegner:  Ellis Ferreira &  Rick Leach
Endstand: 6:4, 5:7, 7:65

### Setzliste
| Nr. | Paarung                           | Erreichte Runde |
| --- | --------------------------------- | --------------- |
| 01. | Mark Woodforde Todd Woodbridge    | 2. Runde        |
| 02. | Paul Haarhuis Sandon Stolle       | Viertelfinale   |
| 03. | Alex O’Brien Jared Palmer         | Halbfinale      |
| 04. | Ellis Ferreira Rick Leach         | Finale          |
| 05. | Jiří Novák David Rikl             | 1. Runde        |
| 06. | David Adams John-Laffnie de Jager | 1. Runde        |
| 07. | Sébastien Lareau Daniel Nestor    | Viertelfinale   |
| 08. | Wayne Ferreira Jewgeni Kafelnikow | Halbfinale      |

| Nr. | Paarung                         | Erreichte Runde |
| --- | ------------------------------- | --------------- |
| 09. | Nicklas Kulti Mikael Tillström  | Achtelfinale    |
| 10. | Joshua Eagle Andrew Florent     | 1. Runde        |
| 11. | Martin Damm Dominik Hrbatý      | Achtelfinale    |
| 12. | Jonas Björkman Byron Black      | 1. Runde        |
| 13. | Donald Johnson Piet Norval      | 1. Runde        |
| 14. | Roger Federer Andrew Kratzmann  | 2. Runde        |
| 15. | Andrei Olchowski David Prinosil | 1. Runde        |
| 16. | Tomás Carbonell Martín García   | 1. Runde        |

## Damendoppel
Siegerinnen:  Julie Halard-Decugis &  Ai Sugiyama
Finalgegnerinnen:  Cara Black &  Jelena Lichowzewa
Endstand: 6:0, 1:6, 6:1

### Setzliste
| Nr. | Paarung                             | Erreichte Runde |
| --- | ----------------------------------- | --------------- |
| 01. | Lisa Raymond Rennae Stubbs          | Viertelfinale   |
| 02. | Julie Halard-Decugis Ai Sugiyama    | Sieg            |
| 03. | Martina Hingis Mary Pierce          | Achtelfinale    |
| 04. | Chanda Rubin Sandrine Testud        | Viertelfinale   |
| 05. | Virginia Ruano Pascual Paola Suárez | 1. Runde        |
| 06. | Alexandra Fusai Nathalie Tauziat    | Achtelfinale    |
| 07. | Anke Huber Barbara Schett           | Viertelfinale   |
| 08. | Nicole Arendt Manon Bollegraf       | 1. Runde        |

| Nr. | Paarung                             | Erreichte Runde |
| --- | ----------------------------------- | --------------- |
| 09. | Conchita Martínez Patricia Tarabini | Viertelfinale   |
| 10. | Cara Black Jelena Lichowzewa        | Finale          |
| 11. | Kimberly Po Anne-Gaëlle Sidot       | Achtelfinale    |
| 12. | Els Callens Dominique Van Roost     | Halbfinale      |
| 13. | Amanda Coetzer Lori McNeil          | Achtelfinale    |
| 14. | Jennifer Capriati Anna Kurnikowa    | 2. Runde        |
| 15. | Tina Križan Irina Seljutina         | Achtelfinale    |
| 16. | Liezel Horn Laura Montalvo          | 2. Runde        |

## Mixed
Sieger:  Arantxa Sánchez Vicario &  Jared Palmer
Finalgegner:  Anna Kurnikowa &  Maks Mirny
Endstand: 6:4, 6:3

### Setzliste
| Nr. | Paarung                              | Erreichte Runde |
| --- | ------------------------------------ | --------------- |
| 01. | Todd Woodbridge Rennae Stubbs        | Halbfinale      |
| 02. | Jared Palmer Arantxa Sánchez Vicario | Sieg            |
| 03. | Paul Haarhuis Jelena Lichowzewa      | Halbfinale      |
| 04. | Maks Mirny Anna Kurnikowa            | Finale          |

| Nr. | Paarung                            | Erreichte Runde |
| --- | ---------------------------------- | --------------- |
| 05. | Mahesh Bhupathi Ai Sugiyama        | 1. Runde        |
| 06. | Joshua Eagle Barbara Schett        | Viertelfinale   |
| 07. | Jan-Michael Gambill Martina Hingis | Viertelfinale   |
| 08. | Jaime Oncins Paola Suárez          | Achtelfinale    |